# 840 (numero)
Ottocentoquaranta (840) è il numero naturale dopo l'839 e prima dell'841.

## Proprietà matematiche
- È un numero pari.
- È un numero composto, con 32 divisori: 1, 2, 3, 4, 5, 6, 7, 8, 10, 12, 14, 15, 20, 21, 24, 28, 30, 35, 40, 42, 56, 60, 70, 84, 105, 120, 140, 168, 210, 280, 420, 840. Poiché la somma dei suoi divisori (escluso il numero stesso) è 2040 > 840, è un numero abbondante.
- È un numero pratico.
- È un numero congruente.
- È un numero malvagio.
- È un numero palindromo e un numero a cifra ripetuta nel sistema di numerazione posizionale a base 29 (SS) e in quello a base 34 (OO).
- È un numero idoneo.
- È parte delle terne pitagoriche (41, 840, 841), (58, 840, 842), (130, 840, 850), (154, 840, 854), (189, 840, 861), (245, 840, 875), (288, 840, 888), (306, 840, 894), (350, 840, 910), (448, 840, 952), (475, 840, 965), (495, 840, 975), (504, 672, 840), (559, 840, 1009), (630, 840, 1050), (682, 840, 1082), (704, 840, 1096), (800, 840, 1160), (833, 840, 1183), (840, 882, 1218), (840, 1026, 1326), (840, 1053, 1347), (840, 1081, 1369), (840, 1120, 1400), (840, 1274, 1526), (840, 1350, 1590), (840, 1463, 1687), (840, 1575, 1785), (840, 1664, 1864), (840, 1702, 1898), (840, 1870, 2050), (840, 2016, 2184), (840, 2125, 2285), (840, 2277, 2427), (840, 2378, 2522), (840, 2450, 2590), (840, 2737, 2863), (840, 2880, 3000), (840, 3094, 3206), (840, 3478, 3578), (840, 3551, 3649), (840, 3627, 3723), (840, 3875, 3965), (840, 4158, 4242), (840, 4370, 4450), (840, 4864, 4936), (840, 5005, 5075), (840, 5850, 5910), (840, 6272, 6328), (840, 7031, 7081), (840, 7326, 7374), (840, 8379, 8421), (840, 8800, 8840), (840, 9782, 9818), (840, 11009, 11041), (840, 11745, 11775), (840, 12586, 12614), (840, 14688, 14712), (840, 17630, 17650), (840, 19591, 19609), (840, 22042, 22058), (840, 25193, 25207), (840, 29394, 29406), (840, 35275, 35285), (840, 44096, 44104), (840, 58597, 58803), (840, 88198, 88202), (840, 176399, 176401).

## Astronomia
- 840 Zenobia è un asteroide della fascia principale del sistema solare.
- NGC 840 è una galassia spirale della costellazione della Balena.

## Altri ambiti
- L'Automotrice ALe 840 è una automotrice leggera elettrica delle Ferrovie dello Stato Italiane.
- Il Potez 840 fu un aereo di linea quadriturboelica ad ala bassa sviluppato dall'azienda aeronautica francese Société des Avions et Moteurs Henry Potez nei primi anni sessanta.
- La E840 è una strada europea che si trova completamente in territorio italiano.
- La 840 è una autostrada federale della Germania.